# Alan Taylor (musicista)
Alan Taylor (Halifax, 28 febbraio 1947 – Bologna, 27 novembre 2011) è stato un bassista e produttore discografico inglese.

## Biografia

### Giovinezza
La sua passione per la musica iniziò presto e si consolidò durante gli anni delle scuole superiori.
Nel 1960 entrò a far parte di un gruppo di Lincoln chiamato “The Casuals”, gruppo che trovò il successo arrivato per una serie di concerti a Milano (i primi al Paip's) e poi "importato" in Italia da Gino Paoli.
Nel 1969 The Casuals parteciparono al Festival di Sanremo con il brano di Panzeri Alla fine della strada (che diventerà Love me tonight di Tom Jones). Pubblicarono anche diversi dischi nel Regno Unito (sette 45 giri e un LP, negli anni '60) tra i quali il loro grande successo internazionale Jesamine (1968) con etichetta Decca, che nel mondo ha venduto 10 milioni di copie.
Con le centinaia di migliaia di dischi venduti nel loro periodo italiano (1966/1969), The Casuals hanno ben rappresentato lo spirito Beat. Gino Paoli incise con loro l'LP italiano di questo gruppo (una facciata per uno): "Gino Paoli and the Casuals".

### Trasferimento in Italia
Alan Taylor resta in Italia e si stabilisce a Bologna. Nel 1971 forma il gruppo dei Ping Pong: il suo primo complesso in Italia.
Frequenta il Conservatorio Giovanni Battista Martini di Bologna. Dopo aver sostenuto l'esame presso la S.I.A.E., nel 1971 Taylor diventa compositore, melodista e autore delle parti letterarie. Nel 1975 forma il gruppo dei Bulldog e compone brani di fama internazionale.
Nel 1977 inizia la produzione di Vasco Rossi con gli album Ma cosa vuoi che sia una canzone (1978), Non siamo mica gli americani! (1979) e Colpa d'Alfredo (1980). Taylor è coautore dei brani dell'album Non siamo mica gli americani! (Albachiara o Sballi ravvicinati del terzo tipo). Anche se come rivelato da Vasco Rossi nel 2011, fu lui a scrivere da solo, sia le parole che la musica, ma cedette la metà dei diritti al musicista Alan Taylor in cambio di una sua chitarra.
Nello stesso periodo si unisce a Celso Valli, Mauro Malavasi, Silvano Silvi e altri per scrivere e musicare sei album. Taylor corona un sogno che aveva da anni, cioè quello di fare musica in Italia con testi in lingua inglese e poi venderla agli americani. Usciti tra il 1979 e il 1982, tutti i sei LP entrano nei primi posti della classifica “disco music” negli Stati Uniti.
Ebbe due figlie: Sally Ann Taylor e Alice Taylor.
Nel 2002 sposò Patrizia Zecchi, conosciuta nel 1977.
Muore all'Ospedale Bellaria di Bologna il 27 novembre 2011 all'età di 64 anni e viene sepolto a Casalecchio di Reno.

## Discografia

### Con The Casuals
- 1967 – Gino Paoli and The Casuals

### Con i Ping Pong
- 1970 – Reggae and Hard Rock
- 1971 – About Time
- 1973 – Ping Pong

### Con i Barbados Climax
- 1978 – Barbados Climax
- 1980 – Sexation